# 神前和人
神前 和人（こうざき かずと、1984年 - ）は、小樽水族館で海獣トレーナーを務めるかたわら、写真家としても活動している飼育員。

## 略歴
- 1984年 兵庫県伊丹市にて生れる。
- 2007年 北海道東海大学工学部海洋環境学科卒業。
- 2007年 株式会社小樽水族館公社入社。
- 2011年 「おたる水族館のいきものたち」出版　（ウィルダネス）。ISBN 9784990133313
- 2012年 「かいじゅうさん、ハイ！」（長崎出版　文/岡林ちひろ　絵/角川雅俊）では写真を担当。ISBN 9784860954932
- 2013年 「おたる水族館のいきものたち【新版】」出版。（ウィルダネス）ISBN 9784990133313

| スタブアイコン | サブスタブ | この項目は、まだ閲覧者の調べものの参照としては役立たない、人物に関連した書きかけの項目です。この項目を加筆・訂正などしてくださる協力者を求めています（P:人物伝/PJ:人物伝）。 |